# Fabrizio de Fornaris
Fabrizio de Fornaris, né à Naples en 1550 et mort en 1637, est un acteur et auteur comique italien.
Fornaris est connu par une pièce presque bouffonne intitulée Angelica, en cinq actes et en prose, qui a été imitée par Ben Jonson, Tristan L'Hermite (Le Parasite) et Molière (L'Étourdi). Le rôle principal, que l’auteur jouait avec succès, est celui du capitaine Cocodrillo, devenu un des types de la commedia dell'arte au XVIIe siècle.
L’Angelica (Paris, 1585) a été traduite en français (Paris, 1599, in-12).